# Iwan Tertel

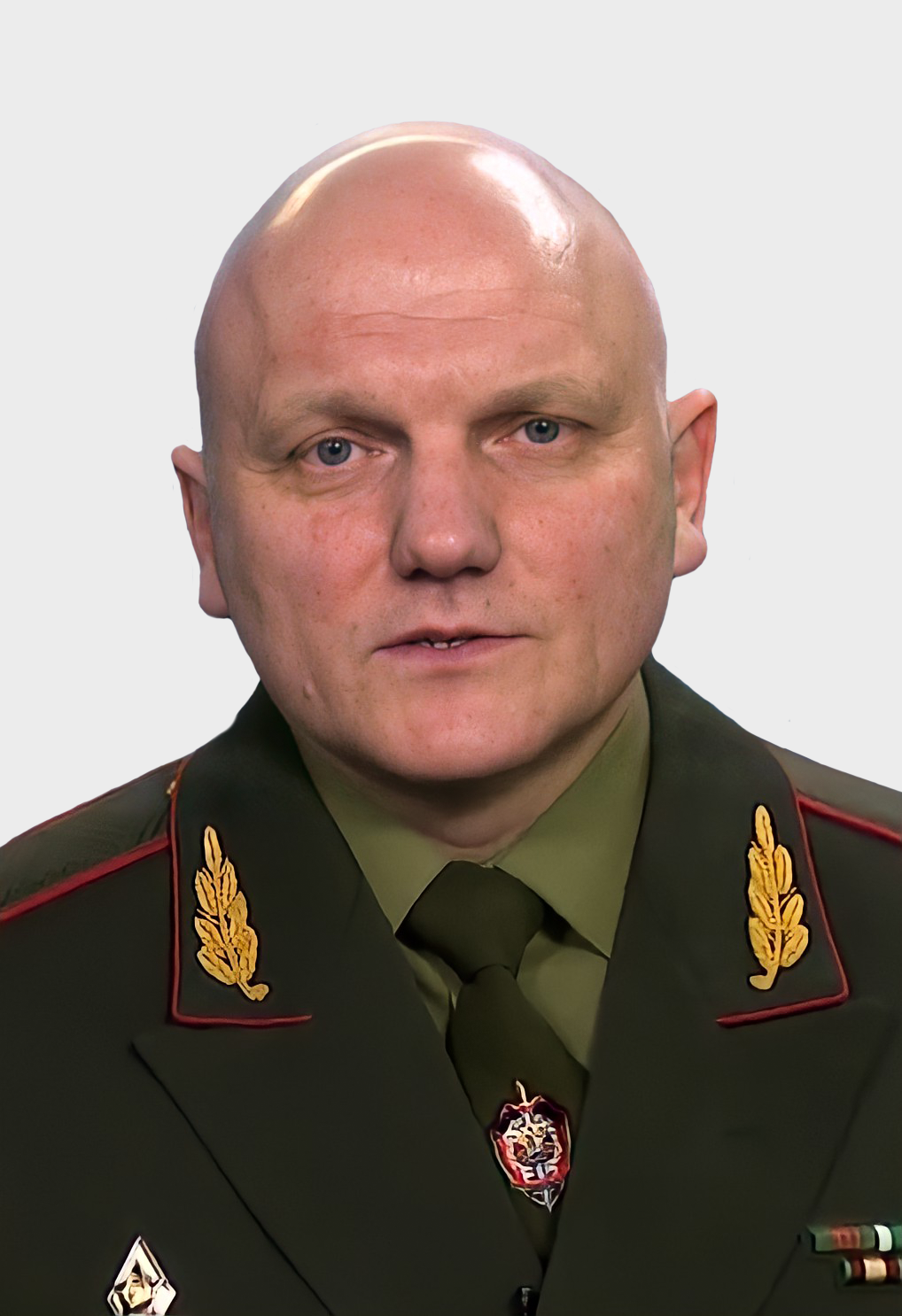
Iwan Tertel (2021)

Iwan Stanislawawitsch Tertel (polnisch Iwan Stanisławawicz Cierciel, russisch Иван Станиславович Тертель, belarussisch Іван Станіслававіч Тэртэль; geb. 8. September 1966 in Priwalka, Rajon Hrodna, Weißrussische SSR) ist ein belarussischer Geheimdienstoffizier (Generalmajor) polnischer Abstammung und seit September 2020 Vorsitzender des KGB der Republik Belarus.

## Biografie
1984 begann Tertel seinen Dienst in der Sowjetarmee. Seine Ausbildung erfolgte 1989 am Höheren Institut der Luftlandetruppen in Rjasan in Russland, 1994 am Nationalen Sicherheitsinstitut des KGB von Belarus, 1996 an der Janka-Kupala-Universität in Hrodna und 2017 an der Verwaltungsakademie beim Präsidenten der Republik Belarus. Von 1993 bis 2007 diente er im belarussischen Grenzschutz und leitete die Informations- und Analysegruppe der 16. Operationsabteilung der Grenzpolizei. Von November 2008 bis Juni 2020 war er stellvertretender Leiter des belarussischen Staatssicherheitsdienstes und saß in Kommissionen für militärisch-technische Zusammenarbeit und Exportkontrolle sowie für Sicherheit im wirtschaftlichen Bereich.
Am 4. Juni 2020 wurde Tertel zum Vorsitzenden des Ausschusses für Staatskontrolle ernannt.
Am 17. August 2020 wurde er in Nawapolazk bei einem erfolglosen Versuch zu einem Gespräch mit Streikenden der Ölraffinerie Naftan (in der er Vorstandsmitglied war), die gegen die Resultate der Präsidentschaftswahl 2020 protestierten, ausgebuht. Im September 2020 wurde Tertel von Staatspräsident Aljaksandr Lukaschenka zum Vorsitzenden des KGB ernannt. Tertel wird im Vergleich zu seinem Vorgänger Walery Wakultschik ein besseres Verhältnis zum russischen Geheimdienst FSB nachgesagt.
Im Januar 2021 sagte Ihar Makar, der ehemalige stellvertretende Kommandeur der Kampfgruppe der Anti-Terror-Einheit des Innenministeriums „Almas“, dass Iwan Tertel einer der Urheber des Plans zur Ermordung von Pawel Scheremet 2016 war.

## Sanktionen
Nach der Präsidentschaftswahl in Belarus 2010, die von der OSZE und der EU als undemokratisch bezeichnet wurde, und den anschließenden Protesten in Minsk wurde Tertel im Oktober 2012 auf eine Sanktionsliste des EU-Rates gesetzt, mit der Begründung: „Verantwortlich für die Repressionen des KGB gegen die Zivilgesellschaft und die demokratische Opposition.“
Am 6. November 2020 wurde er erneut auf die „schwarze Liste der EU“ gesetzt. Bei der Begründung der Verhängung der Sanktionen wurde darauf hingewiesen, dass Tertel als Vorsitzender des KGB und ehemaliger Vorsitzender des Staatskontrollausschusses für die Repressions- und Einschüchterungskampagne des Staatsapparats im Anschluss an die Präsidentschaftswahl 2020, insbesondere willkürliche Festnahmen und Misshandlungen friedlicher Demonstranten, einschließlich Folter, sowie Einschüchterung und Gewalt gegen Journalisten, verantwortlich sei. Aus diesem Grund nahmen das Vereinigte Königreich, Kanada und die Schweiz Tertel in ihre Sanktionslisten auf. Am 24. November traten Albanien, Island, Liechtenstein, Norwegen, Nordmazedonien und Montenegro den EU-Sanktionen bei.
Tertel ist auch auf der Liste der Specially Designated Nationals and Blocked Persons der USA ab Juni 2021.
Im März 2022 wurde er von Japan und im Oktober von der Ukraine sanktioniert.